# Михалёв, Макар Ефимович
Макар Ефимович Михалёв (14 мая 1908, м. Носовичи, совр. Гомельская область Белоруссии — 2 апреля 1995, Новосибирск) — советский конструктор, главный конструктор и начальник ОКБ Новосибирского приборостроительного завода (1959—1969), лауреат Государственной премии СССР (1951).

## Биография
Родился 14 мая 1908 года в местечке Носовичи современной Гомельнской области Белоруссии.
В 1934 году окончил Московский геодезический институт, после чего устроился на Новосибирский приборостроительный завод (мастер, конструктор).
Во время Великой Отечественной войны — руководитель разработок оптического оборудования для действующей армии, конструктор оптических стереодальнометров (по данным на 2000 год, некоторые из этих приборов всё ещё находились на вооружении России).
Инициатор и участник более 150 разработок изделий гражданского и специального назначения. Внёс большой вклад в развитие ОКБ, в частности, его опытно-производственной базы.
Похоронен на Заельцовском кладбище Новосибирска (квартал 52н).

## Награды
Удостоен орденов Красной Звезды (1945), «Знак Почёта» и медали. В 1951 году получил Государственную премию СССР за разработку специальной техники.